# Gladiogobius
Gladiogobius is een geslacht van straalvinnige vissen uit de familie van grondels (Gobiidae).

## Soorten
- Gladiogobius ensifer Herre, 1933
- Gladiogobius brevispinis Shibukawa & Allen, 2007
- Gladiogobius rex Shibukawa & Allen, 2007